# Liste der Autoren der Insel-Bücherei

## Handhabung der Liste
Diese Seite listet die Autoren der Titel der Insel-Bücherei in alphabetischer Reihenfolge auf. Erfasst sind die Autoren der Bände der Insel-Bücherei in allen drei verlegten Formaten: also dem Standardformat (seit 1912) sowie dem Groß- und Kleinformat (seit 2013). Auch die Verfasser der Begleittexte zu den Bänden mit einem Tafelteil zu naturkundlichen oder künstlerischen Themen (Bildbände) wurden in die Liste aufgenommen.
Soweit Titel von einem Künstler illustriert oder mit Aufnahmen von einem Fotografen versehen wurden, sind die Künstler und, wenn nicht bereits die Erstauflage diese Ausstattung aufwies, das Jahr des erstmaligen Erscheinens im Band in Klammern („I:“, „F:“) angegeben.
In der Reihe erschienen auch Anthologien. In diesem Fall sind sämtliche in einem Band vertretenen Autoren in die Liste aufgenommen worden. Bei der entsprechenden Angabe zur Bandnummer sind nach der in Klammer gesetzten Abkürzung („A:“) die Anzahl und Art der Beiträge des Autors angegeben.
Nicht erfasst sind jedoch als Autoren die bloßen Herausgeber von Texten, die Verfasser von Vor- und Nachworten oder Anmerkungen. Auch sie sind jedoch bei den Werken von in die Liste aufgenommenen Autoren in Klammern („B:“) zusätzlich mit angegeben.
Von der IB-Nummer ist auf die Liste der Titel der Insel-Bücherei verlinkt, der die weiteren Angaben zu der betreffenden Bandnummer, wie Herausgeber, Nachwortverfasser etc., das editierende Verlagshaus und das Erscheinungsjahr, entnommen werden können. Soweit für die bei den Autoren mit ihren IB-Nummern aufgeführten Bände (Werktitel) eigene Wikipedia-Einträge vorhanden sind, wird auf diese vom Titel aus zusätzlich verwiesen. 
Wesentliche Grundlagen der Liste sind die von Herbert Kästner zum 100-jährigen Reihenjubiläum verfasste Bibliographie Die Insel-Bücherei. 1912–2012 und der Nachtrag dazu von 2024.

## Legende und Abkürzungen
- A = Anthologie
- B = Begleitexte (Vor- und Nachworte, Anmerkungen)
- F = Fotograf
- H = Herausgeber
- I = Illustrator
- IB-Nummer = Bandnummer in der Insel-Bücherei
- Preisträger:
  - FHP = Friedrich-Hölderlin-Preisträger + Jahr
  - GBP = Georg-Büchner-Literatur-Preisträger + Jahr
  - HBP = Heinrich-Böll-Preisträger + Jahr
  - IBP = Ingeborg-Bachmann-Preisträger + Jahr
  - KP = Kleist-Preis-Preisträger + Jahr
  - NPL = Literatur-Nobel-Preisträger + Jahr
  - PPB = Pulitzer/Belletristik-Preisträger + Jahr
- Ü = Übersetzer / Übertrager

## Liste der Autoren
| \| A \| B \| C \| D \| E \| F \| G \| H \| I \| J \| K \| L \| M \| N \| O \| P \| Q \| R \| S \| T \| U \| V \| W \| X \| Y \| Z \| |
| --- |

### A
| A \| B \| C \| D \| E \| F \| G \| H \| I \| J \| K \| L \| M \| N \| O \| P \| Q \| R \| S \| T \| U \| V \| W \| X \| Y \| Z \| |              |                             | |
| IB-Autor | Bild         | Lebensdaten Literaturpreise | IB-Titel des Autors (Begleittexte, Fotografen, Illustratoren) |
| Aischylos |              | 525 v. Chr.-456 v. Chr.     | IB 84: Der gefesselte Prometheus IB 573/2: Prometheus in Fesseln (= IB 84) IB 961: Orestie |
| Jorge Amado |              | 1912-2001                   | IB 1011/2: Die drei Tode des Jochen Wasserbrüller (Ü: Curt Meyer-Clason) IB 1457: Der gestreifte Kater und die Schwalbe Sinhá (Ü: Karin von Schweder-Schreiner, I: Isabel Pin)                                                                                                  |
| Anakreon |              | 575 v. Chr.-495 v. Chr.     | IB 34: Anakreon |
| Hans Christian Andersen |              | 1805-1875                   | IB 192: Bilderbuch ohne Bilder IB 397: Die schönsten Märchen IB 1194: Reise von Leipzig nach Dresden und in die Sächsische Schweiz IB 1220: Bericht einer Reise in die Sächsische Schweiz IB 1319: Bilderbuch ohne Bilder IB 2043: Die schönsten Märchen (I: Henriette Sauvant) |
| Erich Arendt | Bild gesucht | 1903-1984                   | IB 603: Tolú. Gedichte aus Kolumbien IB 986: Feuerhalm. Gedichte IB 1121: Glückloser Engel. Dichtungen zu Walter Benjamin (A: 1 Gedicht) |
| Hannah Arendt |              | 1906-1975                   | IB 1121: Glückloser Engel. Dichtungen zu Walter Benjamin (A: 1 Gedicht) |
| Ernst Moritz Arndt |              | 1769-1860                   | IB 157/1: Katechismus für den deutschen Kriegs- und Wehrmann (= IB 71/3) IB 163/1: Gedichte |
| Hans Carl Artmann |              | 1921-2000                   | IB 883: Baladn. (Nach François Villon) IB 1493: Übrig blieb ein moosgrüner Apfel. Gedichte und Prosa (I: Christian Thanhäuser, B: Clemens J. Setz) |
| Marcus Aurelius |              | 121-180                     | IB 162/3: Selbstgespräche |
| Jane Austen |              | 1775-1817                   | IB 1532: Lady Susan (I: Annabelle von Sperber) |

### B
| A \| B \| C \| D \| E \| F \| G \| H \| I \| J \| K \| L \| M \| N \| O \| P \| Q \| R \| S \| T \| U \| V \| W \| X \| Y \| Z \| |              |                             | |
| IB-Autor | Bild         | Lebensdaten Literaturpreise | IB-Titel des Autors (Begleittexte, Fotografen, Illustratoren) |
| Johann Sebastian Bach |              | 1685-1750                   | IB 655: Sonaten und Partiten für Violine allein (B: Yehudi Menuhin, Günter Haußwald) |
| Ingeborg Bachmann |              | 1926-1973 GBP 1964          | IB 618/1: Jahrhundertmitte (A: 4 Gedichte) IB 1037/1: Die Gedichte IB 1201: Die Geheimnisse der Prinzessin von Kagran (I: Arik Brauer) |
| Hermann Bahr |              | 1863-1934                   | IB 67/1: Dialog vom Marsyas |
| Honoré de Balzac |              | 1799-1850                   | IB 19: Facino Cane IB 98/2: Der Pfarrer von Tours IB 104/3: Leb wohl! El Verdugo IB 374: Oberst Chabert IB 624/2: Das verfluchte Kind IB 654: Das Mädchen mit den Goldaugen (I: Theo Kurpershoek) IB 1031/2: Das unbekannte Meisterwerk (I: Pablo Picasso) IB 1359 (= IB 1031/2) |
| Emil Barth | Bild gesucht | 1900-1958                   | IB 618/1: Jahrhundertmitte (A: 4 Gedichte) |
| Charles Baudelaire |              | 1821-1867                   | 119/1: Vers choisis des Fleurs du mal (frz.) 119/2: Gedichte (Ü: Friedhelm Kemp) IB 135: Gedichte in Prosa (Ü: Camill Hoffmann) IB 854: Mein entblößtes Herz (Ü: Friedhelm Kemp) |
| Gotthard de Beauclair | Bild gesucht | 1907-1992                   | IB 618/1: Jahrhundertmitte (A: 4 Gedichte) |
| Henry Becque |              | 1837-1899                   | IB 166/3: Die Raben IB 951: Die Pariserin |
| Walter Benjamin |              | 1892-1940                   | IB 812: Goethes Wahlverwandschaften IB 945: Das große Nürnberg’sche ABC für Kinder (Nachwort) IB 1088: Kleine Kunst-Stücke |
| Gottfried Benn |              | 1886-1956 GBP 1951          | IB 618/1: Jahrhundertmitte (A: 4 Gedichte) IB 734: Roman des Phänotyp. Landsberger Fragment 1944 IB 1338: Blumen (F: Thomas Florschuetz; B: Durs Grünbein) |
| Werner Bergengruen |              | 1892-1964                   | IB 618/1: Jahrhundertmitte (A: 5 Gedichte) |
| Thomas Bernhard |              | 1931-1989 GBP 1970          | IB 1035/2: In hora mortis IB 1101: Die Irren – Die Häftlinge IB 1339: Der Kulterer |
| Ernst Bertram |              | 1884-1957                   | IB 87/3 Persische Spruchgedichte IB 154/2: Gedichte und Sprüche |
| Hans Bethge |              | 1876-1946                   | IB 465: Die chinesische Flöte. Nachdichtungen chinesischer Lyrik IB 492: Japanischer Frühling. Nachdichtungen japanischer Lyrik IB 542: Lieder des Hafis (Nachdichtungen) |
| Rudolf G. Binding |              | 1867-1938                   | IB 23: Der Opfergang IB 302/1: Legende von der Keuschheit IB 475/1: Die Geliebten |
| Otto von Bismarck |              | 1815-1898                   | IB 4/1: Vier Reden zur äußeren Politik IB 5/2: Vier Reden zur äußeren Politik (= IB 4/1) IB 166/1: Reden Bismarcks nach seinem Ausscheiden aus dem Amte IB 166/2: Bismarck-Brevier IB 462/1: Bismarcks Briefe an Schwester und Schwager IB 1185: Ich sehe so viel Schönes, leider ohne Dich. Briefe an Johanna                                                                                     |
| Björnstjerne Björnson |              | 1832-1910 NPL 1903          | IB 37: Synnøve Solbakken IB 48: Arne IB 199: Ein fröhlicher Bursch IB 266: Der Brautmarsch |
| Hans Friedrich Blunck | Bild gesucht | 1888-1961                   | IB 110/2: Der Trost der Wittenfru IB 497/1: Erstaunliche Geschichten IB 538/1: Gestühl der Alten |
| Giovanni Boccaccio |              | 1313-1375                   | IB 16: Fünf sehr anmutige Geschichten des vielgelästerten Giovanni di Boccaccio aus Certaldo IB 275: Das Leben Dantes |
| Heinrich Böll |              | 1917-1985 NPL 1972 GBP 1967 | IB 498/2: Irisches Tagebuch IB 512/2: Das Brot der frühen Jahre IB 647: Im Tal der donnernden Hufe IB 768: Als der Krieg ausbrach IB 832: Doktor Murkes gesammeltes Schweigen IB 841: Die Spurlosen IB 908: Wo warst du, Adam? IB 923: Und sagte kein einziges Wort IB 1006/1: Die verlorene Ehre der Katharina Blum IB 1046: Das Vermächtnis IB 1078/1: Die schwarzen Schafe (I: Wiltraud Jasper) |
| Rudolf Borchardt |              | 1877-1945                   | IB 93/2: Das Buch Joram |
| Volker Braun |              | * 1939                      | IB 1233: Neue Totentänze (A: Gedichte, I: Karl-Georg Hirsch) IB 1239: Der berüchtigte Christian Sporn. Ein anderer Woyzeck (I: Joachim John) IB 1289: Das Mittagsmahl (I: Baldwin Zettl) |
| Bertolt Brecht |              | 1898-1956                   | IB 810: Buckower Elegien IB 852: Liebesgedichte IB 907: Von der Freundlichkeit der Welt IB 992/2: Der Städtebauer. Geschichten und Anekdoten 1919–1956 IB 1121: Glückloser Engel. Dichtungen zu Walter Benjamin (A: 4 Gedichte) IB 1210: Über Verführung (I: Pablo Picasso) IB 1356 Liebesgedichte (= IB 852) IB 1408: Als ich nachher von dir ging                                                |
| Clemens Brentano |              | 1778-1842                   | IB 60: Des Knaben Wunderhorn (mit: Achim von Arnim) IB 117: Gedichte IB 175: Geschichte vom braven Kasperl und dem schönen Annerl (I: Hans Meid, 1942; Helga Paditz, 1974) IB 403/2: Briefe IB 463: Baron von Hüpfenstich IB 994/2: Briefwechsel (mit: Philipp Otto Runge) |
| Georg Britting |              | 1891-1964                   | IB 618/1: Jahrhundertmitte (A: 5 Gedichte) |
| Palmer Brown | Bild gesucht | 1920-2012                   | IB 2516: Das Weihnachtsgeschenk |
| Bernd Brunner |              | * 1964                      | IB 1347: Die Erfindung des Weihnachtsbaums IB 1444: Das Granatapfelbuch |
| Robert Browning |              | 1812-1889                   | IB 148/1: Pippa geht vorüber |
| Georg Büchner |              | 1813-1837                   | IB 88: Dantons Tod IB 91: Leonce und Lena IB 92/1: Woyzeck IB 92/2: Lenz IB 799: Dantons Tod, Leonce und Lena, Woyzeck IB 1056: Woyzeck IB 1260: Woyzeck (I: Bernhard Heisig) |
| Jacob Burckhardt |              | 1818-1897                   | 126/2: Größe, Glück und Unglück in der Weltgeschichte |
| Gottfried August Bürger |              | 1747-1794                   | IB 7: Münchhausens Reise nach Rußland und St. Petersburg (I: Ernst Ludwig Riepenhausen) IB 86/1: Liebeslieder IB 2044: Münchhausens Reise nach Rußland und St. Petersburg (I: Stefanie Harjes) |
| Peter Burschel |              | * 1963                      | IB 1496: Die Herzog August Bibliothek |
| Richard Francis Burton |              | 1821-1890                   | IB 128: Die Abenteuer Sindbads des Seefahrers wie sie aufgezeichnet sind in dem Buche genannt Tausend und eine Nacht |
| Wilhelm Busch |              | 1832-1908                   | IB 25/2: Bilderpossen IB 358/2: Platonische Briefe an eine Frau IB 478/2: Schein und Sein IB 507: Hernach IB 583: Von mir über mich IB 661: Hans Huckebein, der Unglücksrabe IB 690: Drei Märchen IB 1325: Der Kuchenteig IB 2535: „Wer Sorgen hat, hat auch Likör“ |

### C
| A \| B \| C \| D \| E \| F \| G \| H \| I \| J \| K \| L \| M \| N \| O \| P \| Q \| R \| S \| T \| U \| V \| W \| X \| Y \| Z \| |      |                             | |
| IB-Autor | Bild | Lebensdaten Literaturpreise | IB-Titel des Autors (Begleittexte, Fotografen, Illustratoren) |
| Jaume Cabré |      | * 1947                      | IB 1469: Claudi (I: Jörg Hülsmann) |
| Karel Čapek |      | 1890-1938                   | IB 1541: Das Jahr im Garten (I: Katja Spitzer) |
| Vincenzo Cardarelli |      | 1887-1959                   | IB 737: Italienische Gedichte des XX.Jahrhunderts (A: 6 Gedichte) |
| Hans Carossa |      | 1878-1956                   | IB 53/2: Wirkungen Goethes in der Gegenwart IB 334/1: Die Schicksale Doktor Bürgers IB 500: Gedichte IB 618/1: Jahrhundertmitte (A: 2 Gedichte) IB 640/1: Die Frau vom guten Rat            |
| Carl Gustav Carus |      | 1789-1869                   | IB 96/3: Gedanken über große Kunst |
| Paul Celan |      | 1920-1970                   | IB 1121: Glückloser Engel. Dichtungen zu Walter Benjamin (A: 1 Gedicht) |
| Miguel de Cervantes |      | 1547-1616                   | IB 2: Geschichte des Zigeunermädchens IB 307: Der eifersüchtige Extremadurer IB 754: Fräulein Cornelia (I: Imre Reiner)                                                                     |
| Adelbert von Chamisso |      | 1781-1838                   | IB 194: Peter Schlemihls wundersame Geschichte (I: Adolph Schroedter (1916), Walter Nauer (1959)) IB 392/2: Gedichte IB 1225: Peter Schlemihls wundersame Geschichte (I: Karl-Georg Hirsch) |
| Paul Claudel |      | 1868-1955                   | IB 146/1: Aus der Erkenntnis des Ostens |
| Carl von Clausewitz |      | 1780-1831                   | IB 169/1: Grundgedanken über Krieg und Kriegführung |
| Colette |      | 1873-1954                   | IB 1546: Mein Blumenalbum (I: Raoul Dufy) |

### D
| A \| B \| C \| D \| E \| F \| G \| H \| I \| J \| K \| L \| M \| N \| O \| P \| Q \| R \| S \| T \| U \| V \| W \| X \| Y \| Z \| |      |                             | |
| IB-Autor | Bild | Lebensdaten Literaturpreise | IB-Titel des Autors (Begleittexte, Fotografen, Illustratoren) |
| Theodor Däubler |      | 1876-1934                   | IB 188: Das Sternenkind |
| Alphonse Daudet |      | 1840-1897                   | IB 42: Tartarin von Tarascon (I: Andreas Brylka (1959)) IB 873: Port-Tarascon (I: Nuria Quevedo)                                                                                            |
| Charles Dickens |      | 1812-1870                   | IB 89: Silvesterglocken (I: Selda Soganci (2018)) IB 359: Detektivgeschichten IB 1426: A Christmas Carol (I: Flix)                                                                          |
| John Donne |      | 1572-1631                   | IB 1312: Erleuchte, Dame, unsere Finsternis. Songs, Sonette, Elegien |
| Fjodor Michailowitsch Dostojewski                                                                                                 |      | 1821-1881                   | IB 116: Die Sanfte IB 149: Der Großinquisitor IB 254/2: Helle Nächte (I: Irmgard Zoll) IB 365: Aus dem Leben des Staretz Sosima IB 1537: Weiße Nächte (I: Stella Dreis)                     |
| Annette von Droste-Hülshoff |      | 1797-1848                   | IB 139: Gedichte IB 271: Die Judenbuche (I: Max Unold (1919), Hans Fronius (1962)) IB 312/3: Annette von Droste in ihren Briefen IB 372/2: Annette von Droste in ihren Briefen (= IB 312/3) |
| Albrecht Dürer |      | 1471-1528                   | IB 150: Reise in die Niederlande (1520–1521) IB 250: Die kleine Passion IB 335: Das Marienleben (Dürer) IB 550: Aus dem Gebetbuch Kaiser Maximilians                                        |

### E
| A \| B \| C \| D \| E \| F \| G \| H \| I \| J \| K \| L \| M \| N \| O \| P \| Q \| R \| S \| T \| U \| V \| W \| X \| Y \| Z \| |              |                             | |
| IB-Autor | Bild         | Lebensdaten Literaturpreise | IB-Titel des Autors (Begleittexte, Fotografen, Illustratoren) |
| Charles Eastman |              | 1858-1939                   | IB 536/1: Die Seele des Indianers |
| Gerhard Ebeling | Bild gesucht | 1912-2001                   | IB 1110: Martin Luthers Weg und Wort |
| Albert Ebert | Bild gesucht | 1906-1976                   | IB 765: Poesie des Alltags |
| Marie von Ebner-Eschenbach |              | 1830-1916                   | IB 543: Aphorismen IB 1414: Ein ganzes Buch – ein ganzes Leben |
| Meister Eckhart |              | 1260-1328                   | IB 231: Buch der göttlichen Tröstung von Meister Eckhart IB 280: Ein Breviarium aus seinen Schriften IB 490: Reden der Unterweisung                                                  |
| Georges Eekhoud |              | 1854-1927                   | IB 216/1: Burch Mitsu IB 216/2: Kees Doorik |
| Albert Ehrenstein |              | 1886-1950                   | IB 261/1: Tubutsch (I: Oskar Kokoschka) IB 797: Tubutsch und Der Selbstmord eines Katers                                                                                             |
| Günter Eich |              | 1907-1972 GBP 1959          | IB 667/1: Allah hat hundert Namen IB 618/1: Jahrhundertmitte (A: 7 Gedichte) IB 1283: Maulwürfe (I: Florian Ruhig)                                                                   |
| Joseph von Eichendorff |              | 1788-1857                   | IB 196: Die Glücksritter. Das Schloß Dürande IB 224: Aus dem Leben eines Taugenichts IB 268: Gedichte IB 710: Liederkreis op. 39 (Schumann) IB 857: Erlebtes IB 1040/2: Wanderlieder |
| Hans Magnus Enzensberger |              | 1929-2022 GBP 1963 HBP 1985 | IB 1257: Natürliche Gedichte IB 1398: Verschwunden! IB 1521: Leichte Gedichte (I: Jan Peter Tripp)                                                                                   |

### F
| A \| B \| C \| D \| E \| F \| G \| H \| I \| J \| K \| L \| M \| N \| O \| P \| Q \| R \| S \| T \| U \| V \| W \| X \| Y \| Z \| |        |                             | |
| IB-Autor | Bild   | Lebensdaten Literaturpreise | IB-Titel des Autors (Begleittexte, Fotografen, Illustratoren) |
| Urs Faes |        | *1947                       | IB 1366: Paris. Eine Liebe (I: Nanne Meyer) IB 1452: Raunächte |
| Hans Fallada |        | 1893-1947                   | IB 2532: Der gestohlene Weihnachtsbaum (I: Ulrike Möltgen) |
| Gustav Theodor Fechner |        | 1801-1887                   | IB 187: Das Büchlein vom Leben nach dem Tode IB 1336: Das Büchlein vom Leben nach dem Tode (= IB 187) |
| Elena Ferrante | Anonym | *1943                       | IB 1458: Der Strand bei Nacht |
| Gustave Flaubert |        | 1821-1880                   | IB 12: Die Sage von St. Julian dem Gastfreien IB 76/1: Herodias IB 319/1: Ein schlichtes Herz IB 319/2: November IB 686/2: November (I: Ulrike Triebel) IB 1221: November IB 2529: Bibliomanie                                     |
| Theodor Fontane |        | 1819-1898                   | IB 17/2: Die Poggenpuhls IB 39/2: Stine IB 90/3: Mathilde Möhring IB 148/2: Schach von Wuthenow IB 170/2: L’Adultera IB 206/2: Unterm Birnbaum IB 251/2: Gedichte IB 2033: »Der Zauber steckt immer im Detail« (F: Heike Steinweg) |
| Louise von François |        | 1817-1893                   | IB 35: Die goldene Hochzeit |
| Benjamin Franklin |        | 1706-1790                   | IB 191/2: Jugenderinnerungen IB 223/1: Jugenderinnerungen (= IB 191/2) |
| Friedrich der Große |        | 1712-1786                   | IB 6/1: Drei politische Schriften |
| Friedrich III. |        | 1831-1888                   | IB 45/1: Tagebuch von seiner Reise nach dem Morgenlande 1869 |
| Max Frisch |        | 1911-1991                   | IB 1435: Questionnaire |
| Norbert Frýd |        | 1913-1976                   | IB 357/3: Das verlorene Band |

### G
| A \| B \| C \| D \| E \| F \| G \| H \| I \| J \| K \| L \| M \| N \| O \| P \| Q \| R \| S \| T \| U \| V \| W \| X \| Y \| Z \| |              |                             | |
| IB-Autor | Bild         | Lebensdaten Literaturpreise | IB-Titel des Autors (Begleittexte, Fotografen, Illustratoren) |
| Emanuel Geibel |              | 1815-1884                   | IB 173/1: Heroldsrufe IB 333 Spanisches Liederbuch (mit Paul Heyse; I: Adolph Menzel) |
| Christian Fürchtegott Gellert |              | 1715-1769                   | IB 562/2: Leben der schwedischen Gräfin von G. (I: Helga Paditz) IB 679 Fabeln und Erzählungen (I: Johann Heinrich Meil) |
| Dagmar von Gersdorff | Bild gesucht | * 1938                      | IB 1229: Goethes erste große Liebe - Lili Schönemann IB 1265: Goethes späte Liebe. Die Geschichte der Ulrike von Levetzow |
| André Gide |              | 1869-1951 NPL 1947          | IB 143: Die Rückkehr des verlorenen Sohnes (Ü: Rainer Maria Rilke) IB 743: Aufzeichnungen über Chopin (Ü: Walter Kolneder) |
| Peter Göbel |              | * 1944                      | IB 1040/1: Afrikanische Goldgewichte (F: Karin Wieckhorst) |
| Arthur de Gobineau |              | 1816-1882                   | IB 79/1: Der Turkmenenkrieg IB 197/1: Asiatische Novellen |
| Albrecht Goes | Bild gesucht | 1908-2000                   | IB 711: Goethes Mutter IB 737: Italienische Gedichte des XX. Jahrhunderts (A: 3 Gedichte) |
| J. W. von Goethe |              | 1749-1832                   | IB 10: Goethes Briefe an Auguste zu Stolberg IB 30/1: Pandora IB 44: Goethe über seinen Faust IB 61: Urfaust IB 160: Götz von Berlichingen IB 1015/2: Briefe an Auguste Gräfin zu Stolberg (= IB 10) IB 1013/2: Goethes schönste Gedichte IB 1140: Die Tafeln zur Farbenlehre und deren Erklärungen IB 1149: Skizze zu einer Schilderung Winckelmanns IB 1144-1147: Gedichte [Kassette] (I: Ernst Barlach, Max Liebermann, Hans Meid, Karl Walser) IB 1155: Das Römische Carneval IB 1189: Geschichte meines Herzens. Briefe an Behrisch IB 1198: Die neue Melusine (I: Willi Harwerth) IB 1214: Wie herrlich leuchtet mir die Natur IB 1378: Die Tafeln zur Farbenlehre und deren Erklärungen (=IB 1140) IB 1517: Goethe - Von Ende und Anfang |
| Wolfgang Goetz |              | 1885-1955                   | IB 174/2: Franz Hofdemel |
| Nicolaj Gogol |              | 1809-1852                   | IB 24: Der Mantel (Ü: Rudolf Kassner, I: Gunter Böhmer (1958)) IB 369: Der Revisor (Ü: Valerian Tornius) IB 386: Das Bildnis (Ü: Arthur Luther) IB 592/2: Wie sich Iwan Iwanowitsch mit Iwan Nikiforowitsch verfeindete (Ü: Karl Nötzel, Noa Kiepenheuer) IB 1485: Die Nacht vor Weihnachten (Ü: Dorothea Trottenberg, I: Mehrdad Zaeri) |
| Susette Gontard |              | 1769-1802                   | IB 455: Die Briefe der Diotima an Hölderlin |
| Maxim Gorki |              | 1868-1936                   | IB 71/2: Geschichten von Landstreichern (Ü: Arthur Luther) IB 127/2: Konowalow(Ü: Arthur Luther) IB 158/2: Erinnerungen an Leo N. Tolstoi IB 182/2: Das unergründliche Herz (A: 1 Erzählung) IB 404/1: Malwa (Ü: Arthur Luther) IB 644: Nachtasyl (Ü: August Scholz) IB 659: Geschichten aus Italien (Ü: Alexander Stein, Erich Boehme) IB 995/2: Briefwechsel Stefan Zweig - Maxim Gorki (Ü: Irmgard Neugebauer, Helga Hasselbach) IB 1024/1: Jakow Bogomolow (Ü: Wolf Müller, B: Günter Warm) |
| Christian Dietrich Grabbe |              | 1801-1836                   | IB 162/2: Scherz, Satire, Ironie und tiefere Bedeutung IB 582/2: Napoleon oder Die hundert Tage |
| Günter Grass |              | 1927-2015 NPL 1999 GBP 1965 | IB 1343: Lebenslang. Ausgewählte Gedichte (I: Günter Grass) |
| Franz Grillparzer |              | 1791-1872                   | IB 82: Der arme Spielmann |
| Jacob Grimm |              | 1785-1863                   | IB 120/1: Über die deutsche Sprache IB 120/2: Über den Ursprung der Sprache |
| Otto Friedrich von der Groeben |              | 1657-1728                   | IB 90/1: Guineische Reisebeschreibung |
| Gunnar Gunnarsson |              | 1889-1975                   | IB 109/2: Der Königssohn IB 474: Das Haus der Blinden |
| Johann Christian Günther |              | 1695-1723                   | IB 54/1: Leonorenlieder |

### H
| A \| B \| C \| D \| E \| F \| G \| H \| I \| J \| K \| L \| M \| N \| O \| P \| Q \| R \| S \| T \| U \| V \| W \| X \| Y \| Z \| |              |                             | |
| IB-Autor | Bild         | Lebensdaten Literaturpreise | IB-Titel des Autors (Begleittexte, Fotografen, Illustratoren) |
| Peter Hacks |              | 1928-2003                   | IB 993: Der Schuhu und die fliegende Prinzessin IB 1327: Der Schuhu und die fliegende Prinzessin (I: Heidrun Hegewald) IB 2047: Der Bär auf dem Försterball (I: Reinhard Michl) |
| Rudolf Hagelstange |              | 1912-1984                   | IB 609/1: Venezianisches Credo IB 618/1: Jahrhundertmitte (A: 5 Gedichte) IB 687: Ballade vom verschütteten Leben IB 719: Huldigung |
| Per Hallström |              | 1866-1960                   | IB 64: Drei Novellen. Thanatos. Der Kuckuck. Dornröschen (Ü: Francis Maro) |
| Ernst Hardt |              | 1876-1947                   | IB 13: An den Toren des Lebens IB 218/1: Ninon von Lenclos |
| Gerhart Hauptmann |              | 1862-1946 NPL 1912          | IB 180/2: Hanneles Himmelfahrt IB 620: Der Ketzer von Soana |
| Friedrich Hebbel |              | 1813-1863                   | IB 32: Mutter und Kind. Ein Gedicht in sieben Gesängen IB 59: Gedichte IB 80: Meister Schnock |
| Christoph Hein |              | * 1944                      | IB 1479: Ein Wort allein für Amalia (I: Rotraut Susanne Berner) IB 1555: Das Havelberger Konzert. Bach-Novellen IB 2536: Schöne Bescherung (I: Rotraut Susanne Berner) |
| Heinrich Heine |              | 1797-1856                   | IB 316/1: Elementargeister IB 538/2: Geständnisse und Memoiren IB 637/2: Gedichte IB 973: Deutschland. Ein Wintermärchen (I: Gerhard Kurt Müller) IB 1030/2: Der Doktor Faust. Ein Tanzpoem (I: József Divéky) IB 1175: Neue Melodien spiel ich |
| Ernest Hemingway |              | 1899-1961 NPL 1954 PPB 1953 | IB 902: Die Sturmfluten des Frühlings (Ü: Annemarie Horschitz-Horst, I: Hans-Joachim Walch (1980)) |
| Heraklit Heraklit von Ephesos |              | 520 v. Chr.-460 v. Chr.     | IB 49/2: Urworte der Philosophie (Ü: Georg Burckhardt) |
| Stephan Hermlin |              | 1915-1997                   | IB 118/3: Zeit der Einsamkeit IB 504/2: Balladen IB 585: Der Leutnant Yorck von Wartenburg IB 918: Scardanelli IB 1094: Drei Erzählungen |
| Hermann Hesse |              | 1877-1962 NPL 1946          | IB 454: Vom Baum des Lebens IB 502/2: Klingsors letzter Sommer IB 638/2: Märchen (B: Klaus Pezold) IB 803: Die späten Gedichte IB 814: Kurgast IB 999/2: Stunden im Garten. Der lahme Knabe (I: Gunter Böhmer) IB 1016: Demian IB 1042: Traumfährte IB 1131: Boccaccio IB 1212: Wege nach Innen IB 1231: Stufen des Lebens IB 1348: Schmetterlinge (H, B: Volker Michels) IB 1365: Wege nach Innen (= IB 1212) IB 1393: Bäume IB 1403: Wanderung IB 1431: Klingsors letzter Sommer (= IB 505/2) IB 1465: Magie der Farben. Aquarelle aus dem Tessin IB 1502: Piktors Verwandlungen IB 1515: Vom Baum des Lebens (= IB 454) IB 1533: Erinnerungen an Hans (B: Volker Michels) |
| Alfred Walter Heymel |              | 1878-1914                   | IB 118/2: Gedichte, Der Tag von Charleroi |
| Paul Heyse |              | 1830-1914 NPL 1910          | IB 86/2: Andrea Delfin IB 333/2: Spanisches Liederbuch (Emanuel Geibel) |
| Wolfgang Hildesheimer | Bild gesucht | 1916 - 1991 GBP 1966        | IB 1025/2: Der ferne Bach IB 1284: Wo wir uns wohlfühlen. Mitteilungen aus Italien und Poschiavo (B: Dietmar Pleyer) |
| Paul Hindemith |              | 1895 - 1963                 | IB 575/1: Johann Sebastian Bach. Ein verpflichtendes Erbe |
| E. T. A. Hoffmann |              | 1776-1822                   | IB 142: Musikalische Novellen und Aufsätze IB 190: Das Fräulein von Scuderi IB 276: Die Abenteuer der Silvesternacht (I: Amandus Goetzell) IB 618/2: Klein Zaches genannt Zinnober (I: Christa Jahr) IB 987: Der goldne Topf (I: Ernst Lewinger) IB 1486: Nussknacker und Mausekönig (I: Lisbeth Zwerger) |
| Heinrich Hoffmann |              | 1809-1894                   | IB 66/2: Struwwelpeter IB 1186: Koch-Rezepte für Lina IB 1314: Dukatenbilder |
| Hugo von Hofmannsthal |              | 1874-1929                   | IB 8: Der Tod des Tizian IB 28: Der Thor und der Tod IB 78: Das kleine Welttheater IB 134/2: Alkestis IB 796: Buch der Freunde |
| Hans Holbein D.J. |              | 1497-1543                   | IB 95/3: Bildnisse. 24 farbige Handzeichnungen (B: Wilhelm Waetzoldt) |
| Friedrich Hölderlin |              | 1770-1843                   | IB 50: Gedichte IB 93/2: Hyperion IB 180/1: Hymnen an die Ideale der Menschheit IB 506: Briefe Hölderlins IB 807: Oden, Elegien, Gesänge IB 1132: Elegien |
| Ricarda Huch |              | 1864-1947                   | IB 22: Liebesgedichte IB 58: Lebenslauf des heiligen Wonnebald Pück IB 113: Gottfried Keller IB 144/2: Herbstfeuer IB 172/2: Der letzte Sommer IB 193: Das Judengrab IB 521/1: Der falsche Großvater IB 607: Bilder aus dem Dreißigjährigen Krieg |
| Peter Huchel | Bild gesucht | 1903-1981                   | IB 618/1: Jahrhundertmitte (A: 3 Gedichte) IB 1487: Havelnacht (F: Roger Melis, B: Lutz Seiler) |
| Langston Hughes |              | 1902-1967                   | IB 676: Lachen um nicht zu weinen. Erzählungen (Ü: Paridam von dem Knesebeck) |
| Ted Hughes |              | 1930-1998                   | IB 1230: Prometheus auf seinem Felsen (Ü, B: Jutta Kaußen, I: Eva Clemens) |
| Wilhelm von Humboldt |              | 1767-1835                   | IB 38: Über Schiller und den Gang seiner Geistesentwicklung IB 269/1: Über die Aufgabe des Geschichtsschreibers |

### I
| A \| B \| C \| D \| E \| F \| G \| H \| I \| J \| K \| L \| M \| N \| O \| P \| Q \| R \| S \| T \| U \| V \| W \| X \| Y \| Z \| |      |                             |                                                               |
| IB-Autor | Bild | Lebensdaten Literaturpreise | IB-Titel des Autors (Begleittexte, Fotografen, Illustratoren) |
| Henrik Ibsen |      | 1828-1906                   | IB 1002: Die Wildente                                         |
| Washington Irving |      | 1759-1883                   | IB 580/2: Rip van Winkle                                      |

### J
| A \| B \| C \| D \| E \| F \| G \| H \| I \| J \| K \| L \| M \| N \| O \| P \| Q \| R \| S \| T \| U \| V \| W \| X \| Y \| Z \| |      |                             |                                  |
| IB-Autor | Bild | Lebensdaten Literaturpreise | IB-Nummern des Autors            |
| Jens Peter Jacobsen |      | 1847-1885                   | IB 11: Mogens IB 40: Erzählungen |

### K
| A \| B \| C \| D \| E \| F \| G \| H \| I \| J \| K \| L \| M \| N \| O \| P \| Q \| R \| S \| T \| U \| V \| W \| X \| Y \| Z \| |              |                                 | |
| IB-Autor | Bild         | Lebensdaten Literaturpreise     | IB-Titel des Autors (Begleittexte, Fotografen, Illustratoren) |
| Franz Kafka |              | 1883-1924                       | IB 662/1: Die Verwandlung IB 1200: In der Strafkolonie (I: Karl-Georg Hirsch) IB 1243: Ein Landarzt (I: Alfred Kubin, B: Peter Höfle) |
| Kalidasa |              | 4. Jahrhundert – 5. Jahrhundert | IB 282/1: Der Kreis der Jahreszeiten IB 346/1: Sakuntala (= IB 757) |
| Elsa Sophia von Kamphoevener | Bild gesucht | 1878-1963                       | IB 656/1: Ali, der Meisterdieb |
| Immanuel Kant |              | 1724-1804                       | IB 31: Beobachtungen über das Gefühl des Schönen und Erhabenen IB 228/1: Zum ewigen Frieden IB 228/2: Von der Würde des Menschen |
| Anatoli Lwowitsch Kaplan | Bild gesucht | 1902-1980                       | IB 975: Farbige Keramik IB 1012/1: Variationen zu jiddischen Volksliedern |
| Albert Kapr | Bild gesucht | 1912-1995                       | IB 1020/1: Johannes Gutenberg |
| Karl der Große |              | 747 o. 748 – 814                | IB 114/1: Die Geschichten von Karl dem Großen IB 440 (= IB 114/1) |
| Rudolf Kassner | Bild gesucht | 1873-1959                       | IB 593/1: Von den Elementen der menschlichen Größe |
| Gottfried Keller |              | 1819 – 1890                     | IB 243/2: Die mißbrauchten Liebesbriefe (I: Ruth Knorr, 1965) IB 320: Gedichte IB 321: Der Landvogt von Greifensee (I: Friederike Lazarów, 1969) IB 322: Kleider machen Leute IB 323: Pankraz, der Schmoller IB 324: Romeo und Julia auf dem Dorfe IB 325: Das Fähnlein der sieben Aufrechten IB 326: Frau Regel Amrain und ihr Jüngster IB 327: Sieben Legenden (I: Henner Franck, 1980) IB 328: Der Schmied seines Glückes (I: Karl Rössing, 1921; Carl Tesche, 1939; Joachim Kölbel, 1952; Rudolf Güthinger, 1959) IB 329: Die drei gerechten Kammacher. Spiegel, das Kätzchen IB 473: Hadlaub IB 528: Briefe IB 829: Galatea-Legenden IB 2034: Kleider machen Leute (I: Ulrike Möltgen) IB 2039: Spiegel, das Kätzchen (I: Joëlle Tourlonias) |
| Rudolf Koch | Bild gesucht | 1876 – 1934                     | IB 124/2: Häusliches Leben IB 280/2: Das kleine Blumenbuch (I: Fritz Kredel) IB 504/1: Ein Deutscher IB 1021/2: Das Zeichenbuch |
| Uwe Kolbe |              | * 1957 FHP 1987                 | IB 1297: Diese Frau (I: Hans Scheib) |
| Werner Kraft | Bild gesucht | 1896-1991                       | IB 1121: Glückloser Engel. Dichtungen zu Walter Benjamin (A: 2 Gedichte) |
| Karl Kraus |              | 1874-1936                       | IB 688/1: Sprache IB 1199: Die chinesische Mauer (I: Oskar Kokoschka) IB 1254: Wiese im Park. Gedichte an Sidonie Nádherný (H: Friedrich Pfäfflin) |
| Karl Krolow |              | 1915-1999 GBP 1956 FHP 1988     | IB 618/1 (A: 4 Gedichte) IB 1174: Gedichte, die von Liebe reden IB 1223: Die Handvoll Sand. Gedichte aus dem Nachlaß (B: Charitas Jenny-Ebeling) |
| Günter Kunert |              | 1929 – 2019 FHP 1991            | IB 1007/1: Kinobesuch IB 1121: Glückloser Engel. Dichtungen zu Walter Benjamin (A: 3 Gedichte) |

### L
| A \| B \| C \| D \| E \| F \| G \| H \| I \| J \| K \| L \| M \| N \| O \| P \| Q \| R \| S \| T \| U \| V \| W \| X \| Y \| Z \| |              |                             | |
| IB-Autor | Bild         | Lebensdaten Literaturpreise | IB-Titel des Autors (Begleittexte, Fotografen, Illustratoren) |
| Selma Lagerlöf |              | 1858-1940 NPL 1909          | IB 97/2: Eine Gutsgeschichte IB 1526: Ein Weihnachtsgast (I: Ulrike Möltgen) |
| Elisabeth Langgässer |              | 1899-1950 GBP 1950 (postum) | IB 618/1: Jahrhundertmitte (A: 2 Gedichte) |
| Wilhelm Lehmann |              | 1882-1968                   | IB 618/1: Jahrhundertmitte (A: 6 Gedichte) IB 748: Kunst des Gedichts |
| Hermann Lenz | Bild gesucht | 1913-1998 GBP 1978          | IB 1115: Hotel Memoria |
| Jakob Michael Reinhold Lenz |              | 1751-1792                   | IB 1120: Briefe zu Werthers Leiden. Mit einem Essay von Christoph Hein |
| Sibylle Lewitscharoff |              | 1954-2023 IBP 1998 GBP 2013 | IB 1383: Pong redivivus (I: Friedrich Meckseper) IB 1487: Pong am Ereignishorizont (Mitautor und I: Friedrich Meckseper) IB 1495: Pong am Abgrund (I: Sibylle Lewitscharoff) IB 1503: Warum Dante? (I: Sibylle Lewitscharoff) |
| Georg Christoph Lichtenberg |              | 1742-1799                   | IB 33: Aphorismen IB 893: Die Heirat nach der Mode (I: William Hogarth) IB 942: Der Weg der Buhlerin (I: William Hogarth) |
| Detlev von Liliencron |              | 1844-1909                   | IB 63/2: Ausgewählte Gedichte |
| Mario Vargas Llosa |              | * 1858-2025 NPL 2010        | IB 2018: Sonntag (I: Kat Menschik) |
| Hugh Lofting |              | 1886-1947                   | IB 2052: Doktor Dolittle und seine Tiere (I: Reinhard Michl) |

### M
| A \| B \| C \| D \| E \| F \| G \| H \| I \| J \| K \| L \| M \| N \| O \| P \| Q \| R \| S \| T \| U \| V \| W \| X \| Y \| Z \| |              |                             | |
| IB-Autor | Bild         | Lebensdaten Literaturpreise | IB-Titel des Autors (Begleittexte, Fotografen, Illustratoren) |
| Heinrich Mann |              | 1871-1950                   | IB 62/1: Auferstehung IB 182/2: Das unergründliche Herz (A: 1 Erzählung) IB 708: Zola |
| Thomas Mann |              | 1875-1955 NPL 1929          | IB 312/2: Bekenntnisse des Hochstaplers Felix Krull IB 637/1: Meerfahrt mit Don Quijote IB 815: Pariser Rechenschaft IB 900: Deutsche Hörer! (B: Eike Midell)                                              |
| Michael Maul |              | * 1978                      | IB 1510: J. S. Bach – »Wie wunderbar sind deine Werke!« |
| Mathias Mayer | Bild gesucht | * 1958                      | IB 1480: Goethe und die Kinder |
| Friederike Mayröcker |              | 1924-2021 FHP 1993 GBP 2001 | IB 1543 Larifari (I: Nicolas Mahler) IB 2040: Jimi (I: Angelika Kaufmann) |
| Gerhard Meier | Bild gesucht | 1917-2008                   | IB 1473: Ob die Granatbäume blühen |
| Herman Melville |              | 1819-1891                   | IB 729: Kikeriki oder Das Krähen des edlen Hahnes Beneventano (I: Hans-Joachim Walch) IB 1466: Bartleby der Schreiber (I: Sabine Wilharm) IB 1482: Bartleby, the Scrivener (engl. Text; I: Sabine Wilharm) |
| Prosper Mérimée |              | 1803-1870                   | IB 57: Carmen (Ü: Franz Schnabel; I: Christiane Knorr u. B: Herbert Kühn (beides 1973)) IB 182/2: Das unergründliche Herz (A: 1 Erzählung) IB 1399: Carmen (I: Larissa Bertonasco)                         |
| Michelangelo Buonarroti |              | 1568-1648                   | IB 496: Dichtungen des Michelangelo (Ü: Rainer Maria Rilke, B: Friedrich Michael) IB 1235: Zweiundvierzig Sonette (Ü: Rainer Maria Rilke, I: Michelangelo, B: Karin Wais)                                  |
| Molière Jean-Baptiste Poquelin |              | 1622-1673                   | IB 76/2: Tartuffe (Ü: Arthur Luther) IB 218/2: Der Menschenfeind (Ü: Arthur Luther) |
| Eugenio Montale | Bild gesucht | 1896-1981 NPL 1975          | IB 737: Italienische Gedichte des XX.Jahrhunderts (A: 6 Gedichte, Ü/B: Paul-Wolfgang Wührl) |
| Eduard Mörike |              | 1804-1875                   | IB 75: Gedichte (B: Harry Maync (1913), Walter Höllerer (1961)) IB 230: Mozart auf der Reise nach Prag IB 1406: Mozart auf der Reise nach Prag (I: Hans Baumhauer, B: Jon Baumhauer)                       |
| Heiner Müller |              | 1929-1995 GBP 1985          | IB 1121: Glückloser Engel. Dichtungen zu Walter Benjamin (A: 2 Gedichte) |

### N
| A \| B \| C \| D \| E \| F \| G \| H \| I \| J \| K \| L \| M \| N \| O \| P \| Q \| R \| S \| T \| U \| V \| W \| X \| Y \| Z \| |              |                             | |
| IB-Autor | Bild         | Lebensdaten Literaturpreise | IB-Titel des Autors (Begleittexte, Fotografen, Illustratoren) |
| Ágnes Nemes Nagy |              | 1922-1991                   | IB 1068: Dennoch schauen. Gedichte (Ü: Paul Kárpáti (interlinear), Franz Fühmann (Nachdichtung))                                                                   |
| Nasreddin |              | 13. Jh./14. Jh.             | IB 622: Schwänke des Hodschas Nasreddin |
| Otto Nebelthau | Bild gesucht | 1894-1943                   | IB 456: Mein Gemüsegarten. Eine nützliche Unterweisung IB 470: Mein Obstgarten                                                                                     |
| Pablo Neruda |              | 1904-1973 NPL 1971          | IB 608: Holzfäller, wach auf! Hymnus auf den Frieden IB 648: Zwanzig Liebesgedichte und ein Lied der Verzweiflung IB 957: España en el corazon / Spanien im Herzen |
| Cees Nooteboom |              | * 1933                      | IB 1386: Venezianische Vignetten (Ü: Helga van Beuningen, F: Simone Sassen)                                                                                        |
| Novalis Georg Philipp Friedrich von Hardenberg                                                                                    |              | 1772-1801                   | IB 21: Hymnen an die Nacht. Die Christenheit oder Europa IB 257/1: Fragmente                                                                                       |

### O
| A \| B \| C \| D \| E \| F \| G \| H \| I \| J \| K \| L \| M \| N \| O \| P \| Q \| R \| S \| T \| U \| V \| W \| X \| Y \| Z \| |              |                             |                                                                   |
| IB-Autor | Bild         | Lebensdaten Literaturpreise | IB-Titel des Autors (Begleittexte, Fotografen, Illustratoren)     |
| Meret Oppenheim | Bild gesucht | 1913-1985                   | IB 1374: Warum ich meine Schuhe liebe (B: Christiane Meyer-Thoss) |
| Seán O’Casey |              | 1880-1964                   | IB 1017: Juno und der Pfau                                        |
| Frank O’Connor | Bild gesucht | 1903-1966                   | IB 732: Bitterer Whisky                                           |

### P
| A \| B \| C \| D \| E \| F \| G \| H \| I \| J \| K \| L \| M \| N \| O \| P \| Q \| R \| S \| T \| U \| V \| W \| X \| Y \| Z \| |              |                             | |
| IB-Autor | Bild         | Lebensdaten Literaturpreise | IB-Titel des Autors (Begleittexte, Fotografen, Illustratoren) |
| Blaise Pascal |              | 1623-1662                   | IB 79/2: Gedanken über Gott und den Menschen |
| Jean Paul |              | 1763-1825                   | IB 51: Leben des vergnügten Schulmeisterlein Maria Wuz in Auenthal IB 356/1: Traumdichtungen IB 356/2: Begegnungen mit Zeitgenossen IB 1291: Des Luftschiffers Giannozzo Seebuch (I: Jörg Hülsmann) IB 1375: Des Feldpredigers Schmelzle Reise nach Flätz |
| Heinz Piontek | Bild gesucht | 1925-2003 GBP 1976          | IB 618/1: Jahrhundertmitte (A: 5 Gedichte) |
| Sylvia Plath | Bild gesucht | 1932-1963                   | IB 1424: Das Bett-Buch IB 1483: Mary Ventura und das neunte Königreich |
| Plato |              | 427 v. Chr.-347 v. Chr.     | IB 9: Die Verteidigung des Sokrates - Kriton IB 389: Ein Gastmahl |
| Edgar Allan Poe |              | 1809-1849                   | IB 129: Phantastische Erzählungen (I: Fritz Fischer, 1936; Hans Fronius, 1959; Walter Nauer, 1963) IB 1006/2: Der Rabe (I: D’Aragues) IB 1363: Der Rabe (= IB 1006/2)                                                                                     |
| Henrik Pontoppidan |              | 1857-1943 NPL 1917          | IB 87/1: Aus jungen Tagen |
| Alexander Pope |              | 1688-1744                   | IB 99/2: Der Lockenraub (I: Aubrey Beardsley) IB 879: Der Lockenraub (= IB 99/2) |
| Marcel Proust |              | 1871-1922                   | IB 1500: Briefe an seine Nachbarin |

### Q
| A \| B \| C \| D \| E \| F \| G \| H \| I \| J \| K \| L \| M \| N \| O \| P \| Q \| R \| S \| T \| U \| V \| W \| X \| Y \| Z \| |      |                             |                                                               |
| IB-Autor | Bild | Lebensdaten Literaturpreise | IB-Titel des Autors (Begleittexte, Fotografen, Illustratoren) |
| Salvatore Quasimodo |      | 1901-1968 NPL 1959          | IB 737 (A: 6 Gedichte)                                        |
| José Maria Eça de Queiroz |      | 1845-1900                   | IB 1177: Die Rose                                             |

### R
| A \| B \| C \| D \| E \| F \| G \| H \| I \| J \| K \| L \| M \| N \| O \| P \| Q \| R \| S \| T \| U \| V \| W \| X \| Y \| Z \| |              |                             | |
| IB-Autor | Bild         | Lebensdaten Literaturpreise | IB-Titel des Autors (Begleittexte, Fotografen, Illustratoren) |
| Wilhelm Raabe |              | 1831-1910                   | IB 574/1: Vom alten Proteus IB 586: Die schwarze Galeere (I: Alexander Alfs, 1954; Peter Muzeniek, 1970) IB 619/2: Die Chronik der Sperlingsgasse IB 688/2: Meister Autor oder Die Geschichten vom versunkenen Garten (B: Peter Goldammer) IB 1335: Altershausen (B: Andreas Maier) |
| Ferdinand Raimund |              | 1790-1836                   | IB 336: Der Alpenkönig und der Menschenfeind |
| Leopold von Ranke |              | 1795-1886                   | IB 200: Die großen Mächte IB 225: Deutsche Männer. Charakterbilder aus Leopold von Rankes Werken IB 237: Männer der Weltgeschichte. Charakterbilder aus Leopold von Rankes Werken (Erster Teil) IB 238: Männer der Weltgeschichte. Charakterbilder aus Leopold von Rankes Werken (Zweiter Teil) IB 349/2: Politisches Gespräch |
| Edwin Redslob |              | 1884-1973                   | IB 99/3: Des Jahres Lauf |
| Christian Reuter | Bild gesucht | 1665-1712                   | IB 294/1: Schelmuffsky IB 368/1: L’Honnéte Femme oder die Ehrliche Frau zu Plißine |
| Rainer Maria Rilke |              | 1875-1926                   | IB 1: Die Weise von Liebe und Tod des Cornets Christoph Rilke IB 30/2: Requiem IB 43: Das Marienleben IB 115/2: Die Sonette an Orpheus IB 400: Ausgewählte Gedichte IB 406: Briefe an einen jungen Dichter IB 409: Briefe an eine junge Frau IB 480: Der ausgewählten Gedichte anderer Teil IB 680/1: Ewald Tragy IB 1000/2: »Das Tagebuch« Goethes und Rilkes »Sieben Gedichte« (B: Siegfried Unseld) IB 1129: In einem fremden Park (F: Marion Nickig) IB 1150: Wie soll ich meine Seele halten (B: Siegfried Unseld) IB 1153: Weihnachtsbriefe an die Mutter (B: Hella Sieber-Rilke) IB 1160: Über Gott. Zwei Briefe IB 1169: Lally Horstmann (B: Ursula Voß) IB 1182: Die weiße Fürstin (B: Manfred Engel) IB 1208: In und nach Worpswede (I: Heinrich Vogeler) IB 1261: Gedichte an die Nacht (B: Klaus E. Bohnenkamp) IB 1350: Die Weise von Liebe und Tod des Cornets Christoph Rilke (I: Karl-Georg Hirsch) IB 1358: Wie soll ich meine Seele halten (= IB 1150) IB 1377: In einem fremden Park (= IB 1129) IB 1391: Weihnachtsbriefe an die Mutter (= IB 1153) IB 1407: Im ersten Augenblick IB 1440: Diese vollkommenen Wunderwerke. Rodins Aquarelle (I: Auguste Rodin, B: Rainer Stamm) IB 1450: Letters to a Young Poet (engl. Übersetzung von IB 406: Ulrich Baer) IB 1475: Die Walliser Vierzeiler / Les Quatrains Valaisans (Ü: Gerhard Falkner, Nora Matocza, Christophe Mitlehner) |
| Johann Wilhelm Ritter |              | 1776-1810                   | IB 532: Fragmente aus dem Nachlaß eines jungen Physikers |
| Grigol Robakidse |              | 1882-1962                   | IB 83/2: Kaukasische Novellen |
| Friedrich Rochlitz |              | 1769-1842                   | IB 17/1: Tage der Gefahr. Ein Tagebuch der Leipziger Schlacht |
| Friedrich Rückert |              | 1788-1866                   | IB 342/2: Gedichte und Sprüche |
| Jan van Ruysbroek |              | 1293-1381                   | IB 206/1: Das Buch von den zwölf Beghinen |

### S
| A \| B \| C \| D \| E \| F \| G \| H \| I \| J \| K \| L \| M \| N \| O \| P \| Q \| R \| S \| T \| U \| V \| W \| X \| Y \| Z \| |              |                             | |
| IB-Autor | Bild         | Lebensdaten Literaturpreise | IB-Titel des Autors (Begleittexte, Fotografen, Illustratoren) |
| Johannes von Saaz (Johannes von Tepl)                                                                                             |              | 1350-1414                   | IB 198: Der Ackermann und der Tod |
| Umberto Saba |              | 1883-1957                   | IB 737: Italienische Gedichte des XX. Jahrhunderts (A: 6 Gedichte) |
| Hans Sachs |              | 1494-1576                   | IB 46: Drei Fastnachtsspiele IB 133/2: Das Ständebuch (I: Jost Amman) IB 299/2: Vier Fastnachtsspiele IB 579/2: Ein wunderlicher Dialogus und neue Zeitung |
| Michail Saltykow-Schtschedrin |              | 1826-1889                   | IB 382/2: Drei satirische Fabeln (A: 2 Fabeln, Ü: Horst Wolf) |
| Abraham a Sancta Clara |              | 1644-1709                   | IB 90/2: Auswahl aus seinen Schriften IB 697: Adams Kinder |
| Albrecht Schaeffer |              | 1885-1950                   | IB 87/2: Die Sage von Odysseus IB 179/2: Nachtschatten IB 229/2: Der Reiter mit dem Mandelbaum IB 311/1: Der Raub der Persefone |
| Jakob Schaffner |              | 1875-1944                   | IB 391: Das verkaufte Seelenheil |
| Johannes Schlaf |              | 1862-1941                   | IB 20: In Dingsda IB 49/1: Frühling |
| Friedrich Schlegel |              | 1772-1829                   | IB 179/1: Fragmente IB 295/1: Lucinde |
| Arthur Schnitzler |              | 1862-1931                   | IB 612/2: Leutnant Gustl. Fräulein Else IB 1238: Traumnovelle |
| Wilhelm von Scholz |              | 1874-1969                   | IB 344: Vincenzo Tippola |
| Arthur Schopenhauer |              | 1788-1860                   | IB 55: Über Schriftstellerei und Stil IB 138: Über Lesen und Bücher IB 558/1: Betrachtungen über die menschliche Seele und ihren Ausdruck |
| Rudolf Alexander Schröder |              | 1878-1962                   | IB 66/1: Deutsche Oden IB 239/1: Elysium |
| Franz Schubert |              | 1797-1829                   | IB 284/2: Goethe-Lieder |
| Charles Sealsfield (Carl Anton Postl)                                                                                             |              | 1793-1864                   | IB 141: Die Prärie am Jacinto |
| Annette Seemann |              | * 1959                      | IB 1293: Die Geschichte der Herzogin Anna Amalia Bibliothek IB 1324: Das Weimarer Residenzschloss |
| Anna Seghers |              | 1900-1983 KP 1928 GBP 1947  | IB 99/4: Crisanta IB 475/2: Sagen von Artemis IB 671: Die Hochzeit von Haiti IB 876: Das Licht auf dem Galgen |
| Ina Seidel | Bild gesucht | 1885-1974                   | IB 668/1: Gedichte. Von der Dichterin ausgewählt |
| Willy Seidel | Bild gesucht | 1887-1934                   | IB 133/1: Yali und sein weißes Weib. Vom kleinen Albert |
| Lutz Seiler |              | * 1963 GBP 2023             | IB 1455: Am Kap des guten Abends |
| William Shakespeare |              | 1564-1616                   | IB 373: Venus und Adonis (Ü: Bruno Erich Werner) IB 568/2: Der Sturm (Ü: August Wilhelm Schlegel, B: Robert Weimann) 627/2: Troilus und Cressida (Ü: B. K. Tragelehn; B: Robert Weimann, Karl-Heinz Magister) IB 898: Sonette (Ü: Paul Celan; B: Wolfgang Kaußen (2001)) IB 972: König Lear (Ü: Georg Herwegh; B: Robert Weimann, Walther Martin) IB 1332: Die Lieder und Gedichte aus den Stücken (Ü: Kurt Kreiler) IB 1443: Love Poems (H: Jutta Kaußen) |
| Angelus Silesius |              | 1624-1677                   | IB 41: Aus des Angelus Silesius Cherubinischem Wandersmann |
| Sophokles |              | 497 v. Chr.-406 v. Chr.     | IB 27: Antigone (Ü: August Boeckh (1912), Roman Woerner (1947), Friedrich Hölderlin (1979)) IB 726: König Ödipus (Ü: Roman Woerner) |
| Hermann Stehr |              | 1864-1940                   | IB 62/2: Gudnatz |
| Stendhal (Marie-Henri Beyle) |              | 1783-1842                   | IB 65: Römerinnen (Ü: Arthur Schurig) IB 377: Schwester Scolastica (Ü: Arthur Schurig) |
| Carl Sternheim |              | 1878-1942                   | IB 348/2: Die Hose |
| Robert Louis Stevenson |              | 1850-1894                   | IB 234: Quartier für die Nacht. Will von der Mühle (Ü: Irma und Albrecht Schaeffer; I: Werner Klemke (1964)) IB 301/2: Der seltsame Fall des Dr. Jekyll und Mr. Hyde (Ü: Grete Rambach) IB 302/2: Der Flaschenkobold (Ü: Li Wegner, I: Hans Alexander Müller) IB 378: Die Zechkumpane (Ü: Franz Franzius) IB 859: Der Selbstmörderklub (I: Karl-Georg Hirsch) |
| Adalbert Stifter |              | 1805-1868                   | IB 69: Nachkommenschaften IB 207/2: Briefe IB 278: Brigitta IB 367: Der Waldsteig IB 449: Der Hochwald IB 453: Der Hagestolz IB 518: Bergkristall IB 684: Abdias IB 767: Frommer Spruch IB 2025: Bergkristall (I: Gerda Raidt) |
| Theodor Storm |              | 1817-1888                   | IB 45/2: Pole Poppenspäler (I: Joachim Kölbel, 1954) IB 94/2: Beim Vetter Christian IB 95/2: Im Schloß IB 100/2: Hans und Heinz Kirch IB 102: Renate IB 112/2: Eekenhof IB 152/2: Der Schimmelreiter (I: Hans Mau, 1968) IB 173/2: Ein Fest auf Haderslevhuus IB 211/2: Zur Chronik von Grieshuus IB 242: Gedichte IB 246: Immensee IB 249: Aquis submersus (I: Johannes Wüsten, 1967) IB 279: Zwei Weihnachtsgeschichten IB 1441: Der kleine Häwelmann (I: Ulrike Möltgen) IB 1505: Die Regentrude (I: Judith Schalansky) IB 2023: Ein Doppelgänger (I: Julie Völk) |
| Stijn Streuvels (Frank Lateur) |              | 1871-1969                   | IB 214: Die Ernte IB 215/1: Der Arbeiter IB 468: Der Arbeiter (= IB 215/1) |
| August Strindberg |              | 1849-1912                   | IB 287/1: Ehegeschichten IB 288/1: Fabeln IB 288/2: Der romantische Küster auf Rånö IB 289/1Die Kronbraut IB 290/1: Schwanenweiß IB 291/1: Ein Traumspiel IB 292/1: Ostern IB 293: Die Gespenstersonate IB 332: Schärenleute IB 707/2: Historische Miniaturen |
| Erwin Strittmatter |              | 1912-1994                   | IB 791: Pony Pedro |
| Eva Strittmatter |              | 1930-2011                   | IB 1031/1: Veränderte Landschaft (A: 1 Gedicht) |

### T
| A \| B \| C \| D \| E \| F \| G \| H \| I \| J \| K \| L \| M \| N \| O \| P \| Q \| R \| S \| T \| U \| V \| W \| X \| Y \| Z \| |      |                             | |
| IB-Autor | Bild | Lebensdaten Literaturpreise | IB-Titel des Autors (Begleittexte, Fotografen, Illustratoren) |
| Tacitus Publius Cornelius Tacitus                                                                                                 |      | 58-120                      | IB 77: Germania |
| Hippolyte Taine |      | 1828-1893                   | IB 63: Balzac. Ein Essay |
| Uwe Tellkamp |      | * 1968 IBP                  | IB 1323: Reise zur blauen Stadt IB 1460: Die Carus-Sachen |
| Leo N. Tolstoi |      | 1828-1910                   | IB 6/2: Familienglück (Ü: Hermann Röhl) IB 36: Der Leinwandmesser (Ü: Hermann Röhl) IB 52: Der Tod des Iwan Iljitsch (Ü: Rudolf Kassner) IB 68: Volkserzählungen (Ü: Alexander Eliasberg) IB 73: Der Schneesturm (Ü: Alexander Eliasberg) IB 85: Herr und Knecht (Ü: Hermann Röhl) IB 136/1: Luzern. Albert (Ü: Alexander Eliasberg) IB 136/2: Der Morgen eines Gutsbesitzers (Ü: Karl Nötzel) IB 233: Macht der Finsternis (Ü: Pawel Barchan) IB 273: Polikuschka (Polikei) (Ü: Karl Nötzel (1916), Hermann Röhl (1922)) IB 341: Der lebende Leichnam (Ü: Hermann Röhl) IB 375: Die Kreutzersonate (Ü: Arthur Luther) IB 731: Nach vierzig Jahren (Ü: Rahel bin Gorion, B: Emanuel bin Gorion) |
| Heinrich von Treitschke |      | 1834-1896                   | IB 15: Die Freiheit |
| Anton Pawlowitsch Tschechow |      | 1860-1904                   | IB 258: Eine langweilige Geschichte IB 666 Meine Frau IB 2005: Die Dame mit dem Hündchen |
| Kurt Tucholsky |      | 1890-1935                   | IB 2521: Vorn die Ostsee, hinten die Friedrichstraße (I: Katrin Stangl) |
| Juri Nikolajewitsch Tynjanow |      | 1894-1943                   | IB 287/2: Sekondeleutnant Saber |

### U
| A \| B \| C \| D \| E \| F \| G \| H \| I \| J \| K \| L \| M \| N \| O \| P \| Q \| R \| S \| T \| U \| V \| W \| X \| Y \| Z \| |      |                             |                                                                    |
| IB-Autor | Bild | Lebensdaten Literaturpreise | IB-Titel des Autors (Begleittexte, Fotografen, Illustratoren)      |
| Bodo Uhse |      | 1904-1963                   | IB 485/2: Der Weg zum Rio Grande. Erzählungen                      |
| Giuseppe Ungaretti |      | 1888-1970                   | IB 737: Italienische Gedichte des XX. Jahrhunderts (A: 4 Gedichte) |

### V
| A \| B \| C \| D \| E \| F \| G \| H \| I \| J \| K \| L \| M \| N \| O \| P \| Q \| R \| S \| T \| U \| V \| W \| X \| Y \| Z \| |              |                             | |
| IB-Autor | Bild         | Lebensdaten Literaturpreise | IB-Titel des Autors (Begleittexte, Fotografen, Illustratoren) |
| Kia Vahland |              | * 1970                      | IB 1448: Ansichtssachen. Alte Bilder, neue Zeiten IB 1499: Gartenreich Wörlitz. Ausflug in eine Utopie IB 1506: Schattenkünstler. Von Caravaggio bis Velazquez IB 1528: Farbe bekennen. Alte Bilder, neue Zeiten IB 1535: Caspar David Friedrich und der weite Horizont |
| Paul Valéry |              | 1871-1945                   | IB 642/1: Die Krise des Geistes. 3 Essays IB 658/1: Herr Teste IB 704/1 IB 772: Gedanken. Cahier B 1910 IB 808: La jeune parque / Die junge Parze IB 1051: Album alter Verse                                                                                            |
| Rahel Varnhagen von Ense |              | 1771-1833                   | IB 882: Lichtstreifen und Glutwege IB 1529: »Das Herz ist ganz im Dunklen« |
| Henry van de Velde |              | 1863-1957                   | IB 3: Amo |
| Giovanni Verga |              | 1840-1922                   | IB 178/2: Sizilianische Geschichten (Ü, B: Bettina Seipp) |
| Vergil Publius Vergilius Maro |              | 70 v. Chr.-19 v. Chr.       | IB 1003/2: Bucolica |
| Emile Verhaeren |              | 1855-1916                   | IB 5/1: Hymnen an das Leben (Ü: Stefan Zweig) |
| Paul Verlaine |              | 1844-1896                   | IB 131/1: Meine Gefängnisse (Ü: Johannes Schlaf) IB 267/1: Meine Spitäler (Ü: Hanns von Gumppenberg) IB 394/1A und 1B: Gedichte (1A und 1B - Ü, B: Stefan Zweig) (1C - Ü, B: Karl Krolow) IB 682/2 IB 1137 (= IB 682/2)                                                 |
| Alfred de Vigny |              | 1797-1863                   | IB 610: Der Rohrstock (Ü: Friedrich Michael) |
| Alexander von Villers |              | 1812-1880                   | IB 355: Briefe eines Unbekannten (B: Z. und H. von Halben) |
| Auguste de Villiers de L’Isle-Adam                                                                                                |              | 1838-1889                   | IB 564/2: Grausame Geschichten (Ü: Helene und Herbert Kühn, I: Jiří Šalamoun) |
| François Villon |              | 1831-1863                   | IB 883: Ballade (Ü: Hans Carl Artmann) |
| August Vilmar |              | 1800-1868                   | IB 189: Das Nibelungenlied |
| Heinrich Vogeler |              | 1872-1942                   | IB 981: Dir IB 1072: Dir (= IB 981) |
| Walter Vogt | Bild gesucht | 1927-1988                   | IB 1096: Spiegelungen |
| Werner Völker | Bild gesucht | * 1944                      | IB 1456: Weihnachten bei Goethe |

### W
| A \| B \| C \| D \| E \| F \| G \| H \| I \| J \| K \| L \| M \| N \| O \| P \| Q \| R \| S \| T \| U \| V \| W \| X \| Y \| Z \| |              |                             | |
| IB-Autor | Bild         | Lebensdaten Literaturpreise | IB-Titel des Autors (Begleittexte, Fotografen, Illustratoren) |
| Wilhelm Heinrich Wackenroder |              | 1773-1798                   | IB 534: Herzensergießungen eines kunstliebenden Klosterbruders |
| Karl Heinrich Waggerl |              | 1897-1973                   | IB 204/2: Du und Angela IB 426: Das Wiesenbuch IB 522: Kalendergeschichten IB 670/1: Wagrainer Tagebuch |
| Richard Wagner |              | 1813-1883                   | IB 93/1: Das Rheingold IB 94/1: Die Walküre IB 95/1: Siegfried IB 96/1: Götterdämmerung IB 97/1: Rienzi, der letzte der Tribunen IB 98/1: Der fliegende Holländer IB 99/1: Tannhäuser und der Sängerkrieg auf Wartburg IB 100/1: Die Meistersinger von Nürnberg IB 101/1: Lohengrin IB 102/1: Tristan und Isolde IB 103/1: Parsifal IB 104/1: Die Wibelungen IB 105/1: Wieland der Schmied IB 106/1: Jesus von Nazareth IB 107/1: Wesendonck-Lieder IB 108/1: Ein deutscher Musiker in Paris IB 109/1: Über das Dirigieren IB 110/1: Zukunftsmusik IB 111/1: Beethoven IB 112/1: Kleine Aufsätze IB 502/2: Die Meistersinger von Nürnberg (= IB 100/1) |
| Horace Walpole |              | 1717-1797                   | IB 826: Das Schloss von Otranto |
| Martin Walser |              | 1927-2023 FHP 1996 GBP 1981 | IB 1062: In Goethes Hand IB 1176: Umgang mit Hölderlin IB 1197: Der edle Hecker (I: Johannes Grützke) |
| Robert Walser |              | 1878-1956                   | IB 1057: Fritz Kocher's Aufsätze IB 1106: Der Spaziergang IB 1191: Märchenspiele IB 1282: Vor Bildern IB 1449: Der Spaziergang (= IB 1106) |
| Walther von der Vogelweide |              | 1170-1230                   | IB 105/2: Gedichte und Sprüche in Auswahl |
| Oskar Walzel |              | 1864-1944                   | IB 25/1: Henrik Ibsen |
| Iwan Wasow |              | 1850-1921                   | IB 1019/1: Die brennenden Garben |
| Jakob Wassermann |              | 1873-1934                   | IB 591/2: Das Gold von Caxamalca (I: Peter Laube) |
| Ingeborg Weber-Kellermann | Bild gesucht | 1918-1993                   | IB 1126: Die Kinderstube |
| Frank Wedekind |              | 1864-1918                   | IB 1053: Marianne und andere Erzählungen IB 1148: Mine-Haha |
| Georg Weerth |              | 1822-1856                   | IB 761: Streiflichter auf Old England IB 954: Humoristische Skizzen aus dem deutschen Handelsleben (I: Heiner Vogel) |
| Wilhelm Weigand |              | 1862-1949                   | IB 167/1: Wendelins Heimkehr IB 297/1: Die Hexe |
| Erich Weinert | Bild gesucht | 1890-1953                   | IB 959: Das Lied von der roten Fahne |
| Franz Carl Weiskopf |              | 1900-1955                   | IB 445/2: Der Traum des Friseurs Cimbura IB 602: Heimkehr |
| Konrad Weiß | Bild gesucht | 1880-1940                   | IB 521/1: Die kleine Schöpfung (I: Karl Casper) |
| Mathilde Wesendonck |              | 1828-1902                   | IB 107/1: Fünf Gedichte von Mathilde Wesendonck in Musik gesetzt von Richard Wagner |
| Ingrid Westerhoff | Bild gesucht | * 1950                      | IB 1519: Das Sternenbilderbuch |
| Walt Whitman |              | 1819-1902                   | IB 123/1: Hymnen für die Erde IB 123/2: Grashalme IB 1459: Leaves of Grass |
| Jörg Wickram | Bild gesucht | 1505-1555                   | IB 132: Das Rollwagenbüchlein... Anno 1555 (I: Gertraud Thieme, 1958) |
| Christoph Martin Wieland |              | 1733-1813                   | IB 848: Zweierlei Götterglück und andere Gedichte |
| Oscar Wilde |              | 1854-1900                   | IB 53/1: Lehren und Sprüche IB 220: Die Ballade vom Zuchthaus zu Reading IB 247/1: Salome (I: Aubrey Beardsley IB 318/1: Ein Gespräch von der Kunst und vom Leben IB 390: Das Gespenst von Canterville (Erzählung) (I: Hans Alexander Müller) IB 413: Der glückliche Prinz (I: Rolf Kuhrt, 1964; Heinrich Vogeler, 1966) IB 558/2: Ein Granatapfelhaus (I: Rolf Kuhrt) IB 781: Lehren und Sprüche (= IB 53/1) IB 856: Die Erzählungen IB 1381: Das Gespenst von Canterville (I: Aljoscha Blau) IB 1507: I am always satisfied with the best |
| Thornton Wilder |              | 1897-1975                   | IB 653/1: Glückliche Reise |
| Wilhelm I. (Deutsches Reich) |              | 1797-1988                   | IB 83/1: Briefe Kaiser Wilhelms I. an Bismarck IB 168/1: Briefe aus den Kriegsjahren 1870/1871 |
| Carl Arnold Willemsen |              | 1902-1986                   | IB 619/1: Castel del Monte IB 1004/2: Kaiser Friedrich II. - Über die Kunst mit Vögeln zu jagen |
| Angus Wilson | Bild gesucht | 1913-1991                   | IB 736: Mehr Freund als Untermieter |
| Josef Winckler |              | 1881-1966                   | IB 134/1: Eiserne Sonette. Der Nyland-Werke erster Band |
| Véronique Witzigmann | Bild gesucht | * 1970                      | IB 2008: Das Marmeladenbuch IB 2029: Mein Einmachbuch (I: Kat Menschik) |
| Władysława Włodarzewska | Bild gesucht | 1904-1992                   | IB 1158: Frauen mit Blumen. |
| Christa Wolf |              | 1929-2011 GBP 1980          | IB 1355: Unter den Linden (I: Harald Metzkes) |
| Friedrich Wolf |              | 1888-1953                   | IB 295/2: Die Matrosen von Cattaro IB 459/2: Lucie und der Angler von Paris IB 571: Beaumarchais oder die Geburt des Figaro |
| Thomas Wolfe |              | 1900-1938                   | IB 927: Hinter jenen Bergen |
| Warwara Nikolajewna Repnina-Wolkonskaja                                                                                           |              | 1808-1891                   | IB 1107: Erinnerungen |
| Virginia Woolf |              | 1882-1941                   | IB 714: Die Dame im Spiegel IB 1468: Ein Zimmer für sich allein |
| Dieter Wynands | Bild gesucht | * 1950                      | IB 1205: Der Dom zu Aachen |

### X
| A \| B \| C \| D \| E \| F \| G \| H \| I \| J \| K \| L \| M \| N \| O \| P \| Q \| R \| S \| T \| U \| V \| W \| X \| Y \| Z \| |      |                             |                                                               |
| IB-Autor | Bild | Lebensdaten Literaturpreise | IB-Titel des Autors (Begleittexte, Fotografen, Illustratoren) |
| (kein Autorenname in der Reihe)                                                                                                   | -    | -                           | -                                                             |

### Y
| A \| B \| C \| D \| E \| F \| G \| H \| I \| J \| K \| L \| M \| N \| O \| P \| Q \| R \| S \| T \| U \| V \| W \| X \| Y \| Z \| |              |                             |                                                               |
| IB-Autor | Bild         | Lebensdaten Literaturpreise | IB-Titel des Autors (Begleittexte, Fotografen, Illustratoren) |
| Roberto Yáñez | Bild gesucht | * 1974                      | IB 1384: Frühlingsregen                                       |
| Inoue Yasushi |              | 1907-1991                   | IB 1098: Die Berg-Azaleen auf dem Hira-Gipfel                 |
| William Butler Yeats |              | 1865-1939 NPL 1923          | IB 628/2: Geschichten von Rot-Hanrahan                        |
| Marguerite Yourcenar |              | 1903-1987                   | IB 809: Orientalische Erzählungen                             |
| Tao Yuanming |              | 365-427                     | IB 1091: Pfirsichblütenquell                                  |

### Z
| A \| B \| C \| D \| E \| F \| G \| H \| I \| J \| K \| L \| M \| N \| O \| P \| Q \| R \| S \| T \| U \| V \| W \| X \| Y \| Z \| |              |                             | |
| IB-Autor | Bild         | Lebensdaten Literaturpreise | IB-Titel des Autors (Begleittexte, Fotografen, Illustratoren) |
| Justus Friedrich Wilhelm Zachariae                                                                                                |              | 1727-1777                   | IB 700/2: Der Renommist |
| Carlos Ruiz Zafón |              | 1964-2020                   | IB 1318: Gaudí in Manhattan |
| Burkhard Zink |              | 1396-1475                   | IB 312/1: Das Leben des Burkhard Zink nebst Auszügen aus seiner Chronik |
| Émile Zola |              | 1840-1902                   | IB 164/2: Der Sturm auf die Mühle IB 205/1: Gustave Flaubert |
| Gerald Zschorsch | Bild gesucht | * 1951                      | IB 1121: Glückloser Engel. Dichtungen zu Walter Benjamin (A: 2 Gedichte) |
| Arnold Zweig |              | 1887-1968                   | IB 370/2: Aufzeichnungen über eine Familie Klopfer IB 728: Baruch Spinoza. Porträt eines freien Geists IB 795: Symphonie fantastique IB 858: Westlandsaga |
| Stefan Zweig |              | 1881-1942                   | IB 122/1: Brennendes Geheimnis IB 165/2: Sternstunden der Menschheit IB 174/3: Ausgewählte Gedichte IB 349/1: Die Augen des ewigen Bruders IB 408/1: Kleine Chronik IB 422/1: Ausgewählte Gedichte (= IB 174/3) IB 976: Schachnovelle IB 995/2: Briefwechsel Stefan Zweig - Maxim Gorki IB 1362: Sternstunden der Menschheit (= IB 165/2) IB 1524: Die Kunst, ohne Sorgen zu leben. Letzte Aufzeichnungen und Aufrufe |
| Marina Iwanowna Zwetajewa |              | 1892-1941                   | IB 1078/2: Irdische Zeichen |
| Rajzel Zychlinski | Bild gesucht | 1910-2001                   | IB 1044: Vogelbrot |